# Rod quadrado
Os termos pole, perch e rod (este último em português significa vara) se usam como unidades de área, e o perch também se usa como uma unidade de volume.
O rod (como unidade de comprimento) normalmente se usa nos campos agrícolas para a medição dos comprimentos dos arames das cercas. Por exemplo: O arame farpado vende-se em 80 rods (1/4 milha), e o "Arame farpado do Campo" vende-se em 20 rods.
Como um rod (unidade de comprimento) é igual a 16,5 pés, existem 40 rods quadrados en um rood, e 160 rods quadrados equivalem a um acre. O rod normalmente era chamado de perch ou pole. Confusamente, usou-se como uma unidade de área, mas isto significou um rood.
É claro que as interpretações regionais de rod dão resultados diferentes.

## Equivalências
- 39.204 polegadas quadradas
- 272,25 pés quadrados
- 30,25 jardas quadradas
- 0,025 roods
- 0,00625 acres
- 0,0000390625 homesteads